# إيفلين ماري ويلدون سيفيرن
إيفلين ماري ويلدون سيفيرن (1882-1942)، من شيكاغو، بولاية إلينوي، من هواة جمع الطوابع، وكانت رائدة في كسر "السقف الزجاجي" الذي واجهتهُ النساء في صفوف هواة جمع الطوابع، وأسست أول نادي نسائي للطوابع. وكانت زوجاً لتشارلز إسترلي سيفيرن.

## هواية الطوابع
عملت إيفلين سيفيرن في مجلة أخبار الطوابع الأسبوعية لميكائيل وشغلت عدداً من المناصب، بدءًا من عام 1929، ثم صارت أخيرًا محررة لها. وقد استخدمت سيفيرن منصبها في المجلة لجذب النساء إلى صفوف هواة جمع الطوابع.

## نشاطها في حقوق المرأة
حتى عقد الثلاثينيات من القرن العشرين، كان يُنظر إلى هواية جمع الطوابع بشكل عام على أنها هواية "رجالية" وكانت النساء في معظم الحالات مستبعدات أو على الأقل لا يشجعونهن على المشاركة. كانت إيفيلين سيفيرن من المناضلات من أجل إدماج النساء في دوائر هواة جمع الطوابع، وكانت من مؤسسي نادي شيكاغو النسائي للطوابع، وهو أول نادي طوابع مخصص للنساء فقط. تأسس النادي في 13 مايو 1930، وعُينت إيفلين سيفيرن رئيسة للنادي.
واستمرارًا لنشاطها من أجل حقوق المرأة، تقدمت إيفلين سيفيرن بطلب للحصول على عضوية جمعية شيكاغو لهواة جمع الطوابع، وقبل طلبها فكانت أول امرأة عضو في الجمعية.

## نشاطها في جمعية الطوابع
كانت إيفلين سيفيرن عضواً في الجمعية الأمريكية لهواة جمع الطوابع وخدمت في لجان مختلفة. في عام 1940 كانت عضواً في اللجنة التي قدمت أول جائزة لوف، وكانت مسؤولة عن التوصية بأن تنشئ الجمعية قاعة مشاهير الجمعية الأمريكية لهواة جمع الطوابع المتوفين الذين قدموا إسهامات بارزة في مجال الطوابع.
في شركة سيفرن-ويلي-جويت، التي كانت تمتلك صحيفة أخبار الطوابع الأسبوعية لميكيل، تولت منصب الرئيس بعد وفاة زوجها تشارلز إسترلي سيفيرن. ثم عُينت في النهاية محررة واستمرت في هذا المنصب حتى وفاتها.

## التكريم
تقديراً لجهودها في هواية جمع الطوابع، ادرج اسمها بعد وفاتها في قاعة مشاهير الجمعية الأمريكية لهواة جمع الطوابع عام 1942.